# La Guacamaya, San Luis Potosí
La Guacamaya är en ort i Mexiko.   Den ligger i kommunen Ciudad del Maíz och delstaten San Luis Potosí, i den centrala delen av landet, 300 km norr om huvudstaden Mexico City. La Guacamaya ligger 1 297 meter över havet och antalet invånare är 131.
Terrängen runt La Guacamaya är lite kuperad. Runt La Guacamaya är det glesbefolkat, med 11 invånare per kvadratkilometer. Närmaste större samhälle är Ciudad del Maiz, 2,6 km söder om La Guacamaya. I omgivningarna runt La Guacamaya växer huvudsakligen savannskog.